# Nachal Sevach
Nachal Sevach (hebrejsky: נחל סבך) je krátké vádí v severním Izraeli.
Začíná v nadmořské výšce přes 400 metrů v pohoří Karmel, na svazích vrchu Rom Karmel, nedaleko od severního okraje města Isfija. Vádí směřuje k východu a prudce klesá po zalesněných svazích. Ústí potom zleva do vádí Nachal Jagur.